# Kriminalvårdsnämnden
Kriminalvårdsnämnden (KVN) var en svensk statlig myndighet (nämnd) som handlade ärenden om bland annat villkorlig frigivning. Nämnden inrättades 1965 i samband med att brottsbalken trädde i kraft. Myndigheten upphörde 2011 och uppgifterna övertogs av domstolarna.
Nämnden bestod av en ordförande, som innehade eller hade innehaft domarämbete, samt fyra ledamöter och ersättare som alla utsågs av regeringen.